# لصوص على موعد (فلم)
لصوص على موعد فيلم مصري عُرض عام 1970، الفيلم من تأليف عادل حمودة وسيناريو وحوار وإخراج حسام الدين مصطفى.

## القصة
تُرسل الحكومة المصرية قلادة توت عنخ آمون لكي تعرض في أحد المهرجانات بإسطنبول. يتفق صادق بك منظم المهرجان مع إحدى العصابات لرسم خطة لسرقة القلادة وبالفعل تتم السرقة، يصل أحمد كمال الضابط المصري للتحقيق والبحث عن القلادة المسروقة بالتعاون مع البوليس التركي.

## طاقم العمل
كمال الشناوي، عادل أدهم، ناهد شريف، مينا سولاري، يوسف سزكين، ايدن تيزال.